# Aconogonon valerii
Aconogonon valerii är en slideväxtart som först beskrevs av A. Skvorts., och fick sitt nu gällande namn av Sojak. Aconogonon valerii ingår i släktet sliden, och familjen slideväxter. Inga underarter finns listade i Catalogue of Life.